# Johan Motin
Johan Motin, född 10 oktober 1989 i Karlskoga, är en svensk professionell ishockeyspelare som tidigare har spelat för bland annat Färjestads BK och Örebro HK. Från säsongen 2018-2019 har han spelat för Helsingfors IFK i Finland. 
Motin började spela hockey i moderklubben Bofors IK. Han spelade juniorhockey i Färjestads BK och gjorde elitseriedebut säsongen 2006/2007. Motin vann SM-guld med klubben 2009. Inför säsongen 2009/2010 skrev han på för Edmonton Oilers i NHL. Han spelade endast en NHL-match, varför han istället representerade mestadels famarlagen Springfield Falcons och Oklahoma City Barons i AHL.

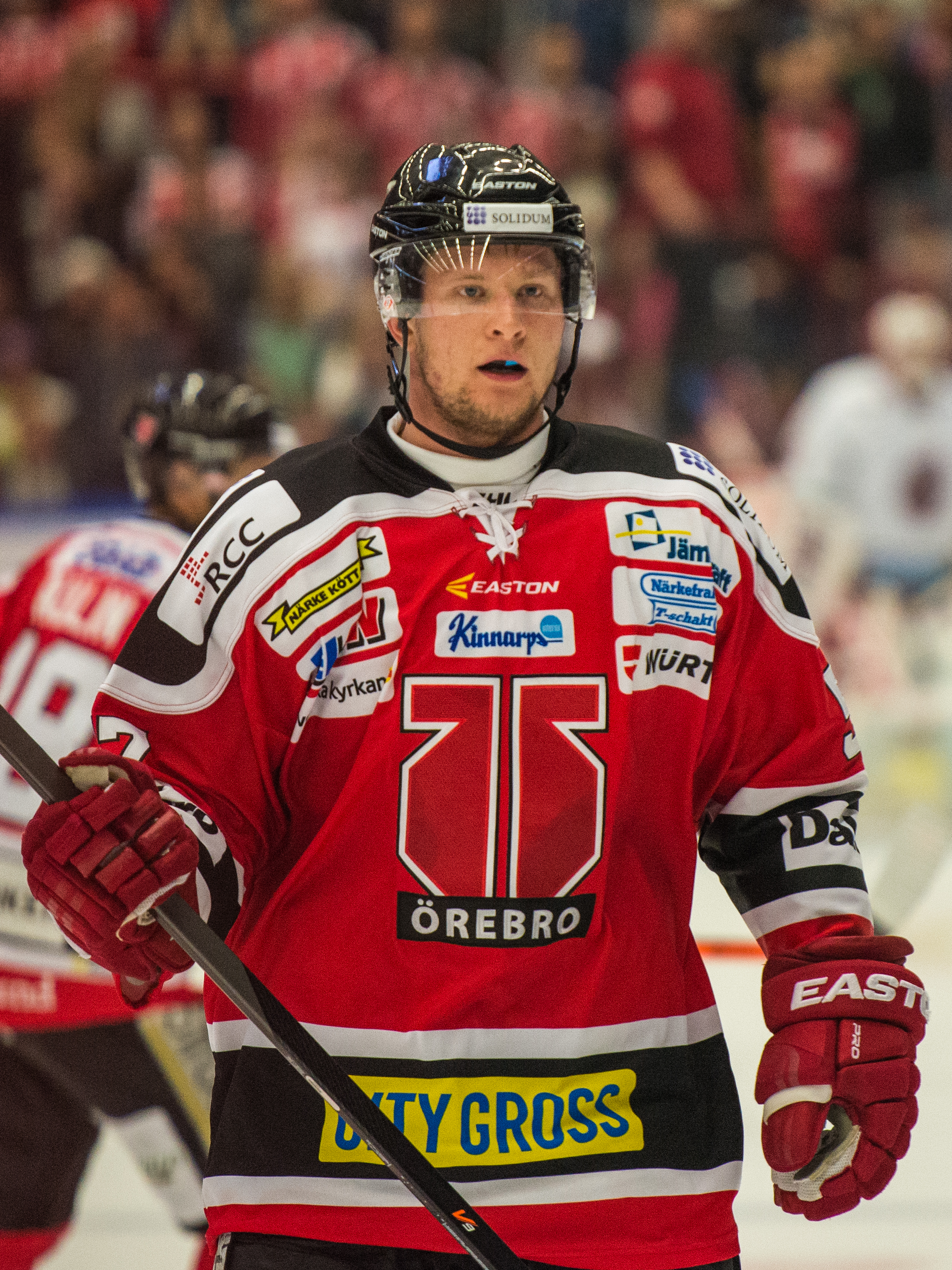
Johan Motin 2013.